# Аура-ім-Зіннгрунд
Аура-ім-Зіннгрунд (нім. Aura im Sinngrund) — громада в Німеччині, знаходиться в землі Баварія. Підпорядковується адміністративному округу Нижня Франконія. Входить до складу району Майн-Шпессарт. Складова частина об'єднання громад Бургзінн.
Площа — 12,07 км2. Населення становить 961 ос. (станом на 31 грудня 2020).